# レバンテ地方

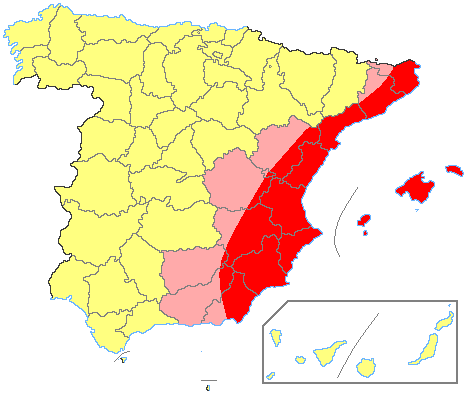
レバンテ地方

レバンテ地方（スペイン語: Levante: スペイン語: [leˈβante]）は、イベリア半島の東岸地域（スペインの地中海岸）を指す名称。「東」を意味する。カタルーニャ語では地域によって発音に差異があるが、リャバン、リャヴァン、リェバン、リェヴァント（カタルーニャ語: Llevant: [ʎəˈβan, ʎəˈvant, ʎeˈβan, ʎeˈvant]）。

## 範囲
ざっくりと言えばかつてのXarq al-Ándalusに相当する地域を指すが、厳密な地政学的定義は存在しない。一般的にレバンテ地方とは、バレンシア州、ムルシア州、アンダルシア州アルメリア県、バレアレス諸島州、カタルーニャ州沿岸部を指す。レバンテ地方の居住者がこの単語を使用することは稀である。